# George Cremaschi
George Cremaschi (* 1963 in New York City) ist ein US-amerikanischer Free-Jazz- und Improvisationsmusiker (Kontrabass, Live-Elektronik, Komposition).

## Leben und Wirken
Cremaschi studierte in New York Musik und Komposition bei Lisle Atkinson, Dave Holland, am Jazzmobile in Harlem und Komposition an der Greenwich House Music School. Er lebte dann in Kalifornien (wo er u. a. mit Vinny Golia spielte) und in Prag. Er arbeitete ab den 1980er-Jahren mit Musikern der amerikanischen und europäischen Jazz- und Improvisationsszenen wie Mats Gustafsson, Biggi Vinkeloe, Eugene Chadbourne, Rova Saxophone Quartet, Greg Goodman, Saadet Türköz, Ryuzo Fukuhara, Andrea Parkins, Nicolas Collins, Evan Parker, Trịnh Thị Minh Hà, Liz Allbee und Lê Quan Ninh, außerdem interdisziplinär in den Bereichen Tanz, Film, Bildende Kunst und Literatur.
Zu seinen gegenwärtigen Projekten gehören die Formationen KRK (mit Matthew Ostrowski), Rohr Rohr (mit Dieb13 und Gino Robair) und Lambs Gamble (mit Fritz Welch und Eric Boros). Ferner ist er mit Petr Vrba Mitbegründer des Prague Improvisation Orchestra (PIO). Der Diskograf Tom Lord listet seine Beteiligung im Bereich des Jazz zwischen 1994 und 2007 an 18 Aufnahmesessions. Cremaschi lebt derzeit in Tábor (Tschechien) als Kurator und Administrator des internationalen Arts-Residency-Center CESTA.

## Diskographische Hinweise
- Vinny Golia, George Cremaschi, Garth Powell: Win This Time (1998)
- Greg Goodman, Mats Gustafsson, George Cremaschi: They Were Gentle and Pretty Pigs (The Beak Doctor, 2002)
- Biggi Vinkeloe, George Cremaschi, Miya Masaoka, Gino Robair: Klang. Farbe. Melodie. (482 Music, 2004)
- George Cremaschi / Bill Horvitz / Garth Powell / Jon Raskin: Shards from a Future Utopia (2006)
- Petr Vrba / George Cremaschi: Villa K (Signals from Arkaim, 2013)
- George Cremaschi, Irene Kepl, Petr Vrba: Resonators (Another Timbre, 2016)
- Canaries on the Pole: It Isn’t Really What It’s like (Acheulian Handaxe, 2023)